# 北河站
北河站位于中华人民共和国甘肃省武威市市郊，是兰新铁路的一座火车站，等级为四等站，距兰州站310公里，距乌鲁木齐站1582公里，本站及相邻上下行区间均为电气化区段。本站仅办理货运，不办理客运业务。邮政编码为733004。